# Ruisseau Boom
Pour les articles homonymes, voir Boom.
Le ruisseau Boom est un tributaire de la rive est de la rivière Saint-Cyr. Le ruisseau Boom coule dans le territoire non organisé du Lac-Nilgaut, puis dans la municipalité de Sheenboro, dans la municipalité régionale de comté (MRC) Pontiac, dans la région administrative de Outaouais, au Québec, au Canada.

## Géographie
Les bassins versants voisins du ruisseau Boom sont :
- côté nord : rivière Poussière, lac Champagne ;
- côté est : ruisseau Marie-Jeanne, rivière Noire ;
- côté sud : rivière des Outaouais ;
- côté ouest : rivière Saint-Cyr.

### Parcours
Le lac Boom (altitude : 352 m) constitue le lac de tête du ruisseau Boom. 
À partir du lac Boom, le ruisseau Boom coule vers l'ouest jusqu'au lac Poiret (altitude : 284 m) que le courant traverse vers l'ouest. À partir du lac Poiret, le ruisseau Boom descend vers le sud-ouest jusqu'à la décharge du lac Borkhausen. De là, il descend vers le sud jusqu'à une décharge venant de l'est, puis vers le sud-ouest jusqu'à la rive est du lac de la Touche (altitude : 168 m) que le courant traverse partiellement vers le sud. Ensuite, le ruisseau Boom, entreprend un dernier segment jusqu'à sa confluence sur la rive gauche de la rivière Saint-Cyr.

## Toponymie
L'ancienne appellation du ruisseau Boom était ruisseau Boom East.
Le toponyme ruisseau Boom a été officialisé le 5 décembre 1968 à la Commission de toponymie du Québec.